# Esports d'hivern
Els esports d'hivern o activitats d'hivern són esports competitius o activitats recreatives no competitives que es practiquen sobre neu o gel. La majoria són variacions d'esquí, patinatge sobre gel i trineu. Tradicionalment, aquests jocs només es practicaven en zones fredes durant l'hivern, però la neu artificial i el gel artificial permeten més flexibilitat. Les àrees de joc i els camps es componen de neu o de gel.
El gel artificial es pot utilitzar per proporcionar pistes de gel per al patinatge sobre gel, l'hoquei sobre gel, el ringette, el broomball d'interior, el bandy o el rinkball. L'esport de patinatge de velocitat es practica en una pista circular de gel congelat.
Els esports individuals més comuns són l'esquí de fons, l'esquí alpí, el surf de neu, el salt d'esquí, el patinatge de velocitat, el patinatge artístic, el luge, l'skeleton, el bobsleigh, l'orientació d'esquí i la moto neu.
Els esports d'equip més comuns són l'hoquei sobre gel, la ringette, el broomball (tant en una pista de gel coberta com en una pista de gel exterior o en un camp de neu), curling i bandy. Segons el nombre de participants, l'hoquei sobre gel és l'esport d'hivern més popular del món, seguit del bandy.
Els esports d'hivern tenen els seus propis esdeveniments multiesportius, com els Jocs Olímpics d'Hivern i la Universíada d'hivern.

## Història

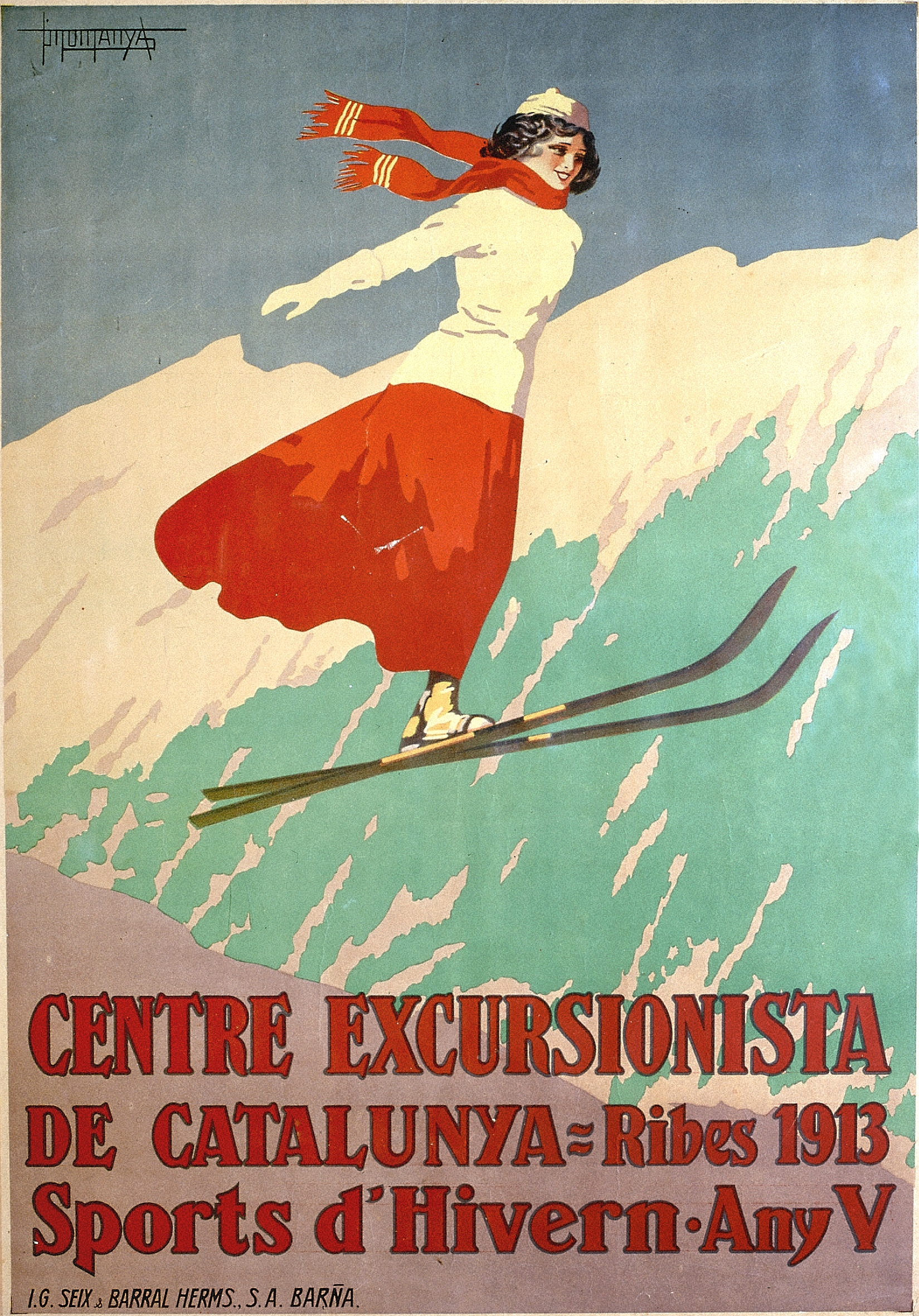
Cartell d'esports d'hivern de l'any 1913

Als primers temps dels Jocs Olímpics no hi havia gaire diferenciació entre els d'estiu i els d'hivern. Aquestes confusions s'estendrien des de finals de la dècada de 1890 fins a principis o mitjans de 1900. Durant aquesta època, alguns esports considerats d'hivern i que avui es juguen o es fan durant els Jocs Olímpics d'Hivern, se celebrarien durant els Jocs Olímpics d'Estiu. Al principi es va voler mantenir tots els esports olímpics junts sota un mateix esdeveniment i programa, però a causa de les exigències mediambientals d'alguns esports, es van haver de separar.
La neu i el gel durant l'hivern han permès el lliscament com a mitjà de transport, utilitzant trineus, esquís i patins. Això també ha propiciat el desenvolupament de diferents passatemps i esports a l'estació hivernal en comparació amb altres èpoques de l'any. Naturalment, els esports d'hivern són més populars als països amb estacions hivernals més llargues.
Als Alps europeus, St. Moritz es va convertir en una popular estació hivernal en 1864.
Tot i que la majoria dels esports d'hivern es fan a l'aire lliure, l'hoquei sobre gel, el patinatge de velocitat i, en certa manera, el bandy es van traslladar a l'interior a partir de mitjans del segle xx. Les pistes de patinatge cobertes amb gel artificial permeten practicar el patinatge sobre gel i hoquei en climes càlids.
És probable que els esports d'hivern a l'aire lliure es vegin greument afectats pel canvi climàtic al segle vinent.

## Llista d'esports d'hivern

### Patinatge sobre gel
Esports que es practiquen sobre patins de gel.
- Patinatge artístic sobre gel
- Patinatge de velocitat sobre gel
- Patinatge de velocitat en pista curta
- Patinatge de velocitat sobre gel marató
- Short Track
- Patinatge sincronitzat

### Esquí
Esports que es practiquen sobre esquís.
- Esquí alpí
- Biatló
- Descens
- Esquí de fons
- Esquí de muntanya
- Esquí acrobàtic
- Combinada nòrdica
- Salts amb esquís
- Snowboard o Surf de neu
- Snowkite
- Telemark
- Esquí cross

### Trineus
Esports que usen trineus, ja sigui en circuits sobre gel o estirats per algú sobre neu.
- Bob
- Luge
- Tobogan
- Trineu amb gossos

### Esports d'equip
Esports practicats per equips sobre gel.
- Bandy
- Broomball
- Curling
- Eisstock
- Hoquei sobre gel
- Hoquei sobre trineu
- Patrulla militar
- Ringette

* esports del programa dels Jocs Olímpics d'Hivern.